# 그나비야니 환초

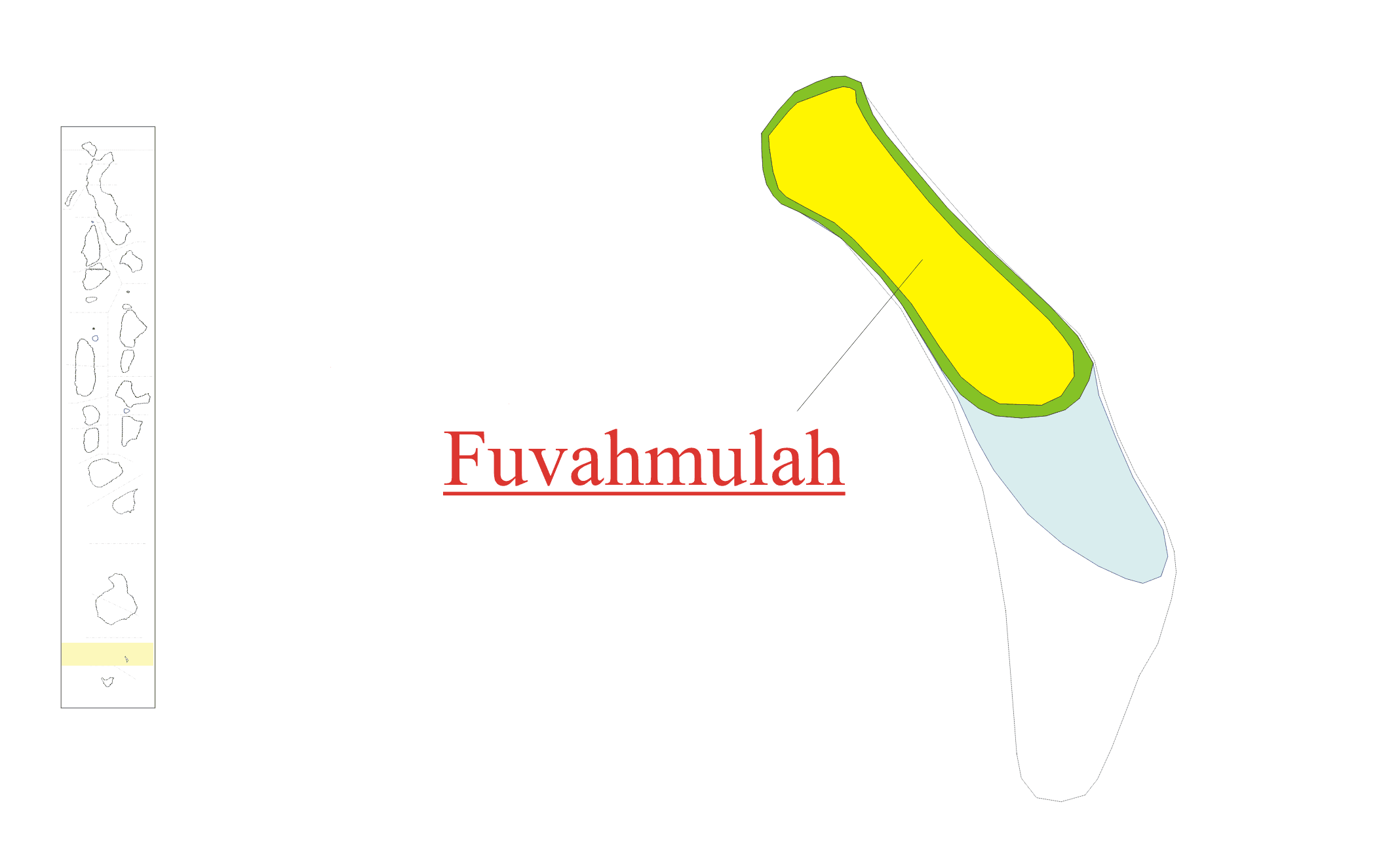
그나비야니 환초

그나비야니 환초(디베히어: ޏ. އަތޮޅު, Gnaviyani)는 몰디브 남부에 위치한 환초로 행정 중심지는 푸바물라이며 인구는 11,140명(2006년 기준)이다. 1개 섬으로 구성되어 있다.